# San Pedro de los Incas
San Pedro de los Incas es una ciudad menor peruana, capital del distrito de Corrales, perteneciente a la provincia y el departamento de Tumbes, al norte del Perú.

## Ubicación
San Pedro de los Incas se ubica al norte de la provincia de Tumbes, en el distrito de Corrales, en el departamento de Tumbes.

## Demografía
En 2017 San Pedro de los Incas tenía una población de 17883 habitantes.
| Gráfica de evolución demográfica de San Pedro de los Incas entre 1993 y 2017 |
|                                                                              |
| Fuentes: Población 1993 y 2017                                               |

## Clima
| Parámetros climáticos promedio de San Pedro de los Incas | Parámetros climáticos promedio de San Pedro de los Incas | Parámetros climáticos promedio de San Pedro de los Incas | Parámetros climáticos promedio de San Pedro de los Incas | Parámetros climáticos promedio de San Pedro de los Incas | Parámetros climáticos promedio de San Pedro de los Incas | Parámetros climáticos promedio de San Pedro de los Incas | Parámetros climáticos promedio de San Pedro de los Incas | Parámetros climáticos promedio de San Pedro de los Incas | Parámetros climáticos promedio de San Pedro de los Incas | Parámetros climáticos promedio de San Pedro de los Incas | Parámetros climáticos promedio de San Pedro de los Incas | Parámetros climáticos promedio de San Pedro de los Incas | Parámetros climáticos promedio de San Pedro de los Incas |
| Mes                                                      | Ene.                                                     | Feb.                                                     | Mar.                                                     | Abr.                                                     | May.                                                     | Jun.                                                     | Jul.                                                     | Ago.                                                     | Sep.                                                     | Oct.                                                     | Nov.                                                     | Dic.                                                     | Anual                                                    |
| -------------------------------------------------------- | -------------------------------------------------------- | -------------------------------------------------------- | -------------------------------------------------------- | -------------------------------------------------------- | -------------------------------------------------------- | -------------------------------------------------------- | -------------------------------------------------------- | -------------------------------------------------------- | -------------------------------------------------------- | -------------------------------------------------------- | -------------------------------------------------------- | -------------------------------------------------------- | -------------------------------------------------------- |
| Temp. máx. media (°C)                                    | 31.5                                                     | 32.2                                                     | 32.4                                                     | 32.2                                                     | 31.1                                                     | 29.6                                                     | 28.7                                                     | 29.5                                                     | 30                                                       | 28.7                                                     | 29.3                                                     | 30.4                                                     | 30.5                                                     |
| Temp. media (°C)                                         | 26.5                                                     | 27.1                                                     | 27.2                                                     | 26.9                                                     | 26.1                                                     | 24.7                                                     | 23.9                                                     | 23.2                                                     | 23.7                                                     | 24.1                                                     | 24.4                                                     | 25.5                                                     | 25.3                                                     |
| Temp. mín. media (°C)                                    | 22                                                       | 22                                                       | 22                                                       | 22                                                       | 21                                                       | 20                                                       | 19.5                                                     | 19                                                       | 20                                                       | 20                                                       | 20                                                       | 21                                                       | 20.7                                                     |
| Fuente: climate-data.org                                 |                                                          |                                                          |                                                          |                                                          |                                                          |                                                          |                                                          |                                                          |                                                          |                                                          |                                                          |                                                          |                                                          |

## Lugares de interés
- Cabeza de Vaca[6][7]